# Ropica congoana
Ropica congoana är en skalbaggsart som beskrevs av Stefan von Breuning 1939. Ropica congoana ingår i släktet Ropica och familjen långhorningar.
Artens utbredningsområde är Gabon. Inga underarter finns listade i Catalogue of Life.